# Klaus, Vorarlberg
Klaus är en ort och kommun i distriktet Feldkirch i förbundslandet Vorarlberg i Österrike.